# کریستوفر نیو
کریستوفر نیو (انگلیسی: Christopher New؛ زادهٔ ۷ آوریل ۱۹۴۲) رمان‌نویس، فیلسوف و استاد دانشگاه اهل انگلستان است.
در سال ۱۹۶۹، نیو رئیس بخش فلسفه دانشگاه هنگ کنگ شد. او نویسنده مجموعه رمان‌های تاریخی، سه‌گانه ساحل چین است که به حضور بریتانیا در چین در قرن بیستم می‌پردازد. نیو همچنین رمان‌هایی در هند، مصر و اروپا نوشته‌است.